# Appinit
Appinit ist ein Amphibol-reiches plutonisches Gestein mit recht hoher geochemischer Variabilität und wird als Gesteinsserie aufgefasst. Diese reicht von Hornblenditen über Meladiorite und Diorite hin zu Granodiorit und Granit. Appinite sind aus ungewöhnlich wasserreichen Magmen entstanden. Dennoch treten sie in sehr verschiedenen geologischen Milieus auf. Ihre Quellregion befindet sich im Erdmantel, der vor seinem Aufschmelzen von Fluiden und anderen Magmen metasomatisch bzw. geochemisch verändert worden war.

## Etymologie

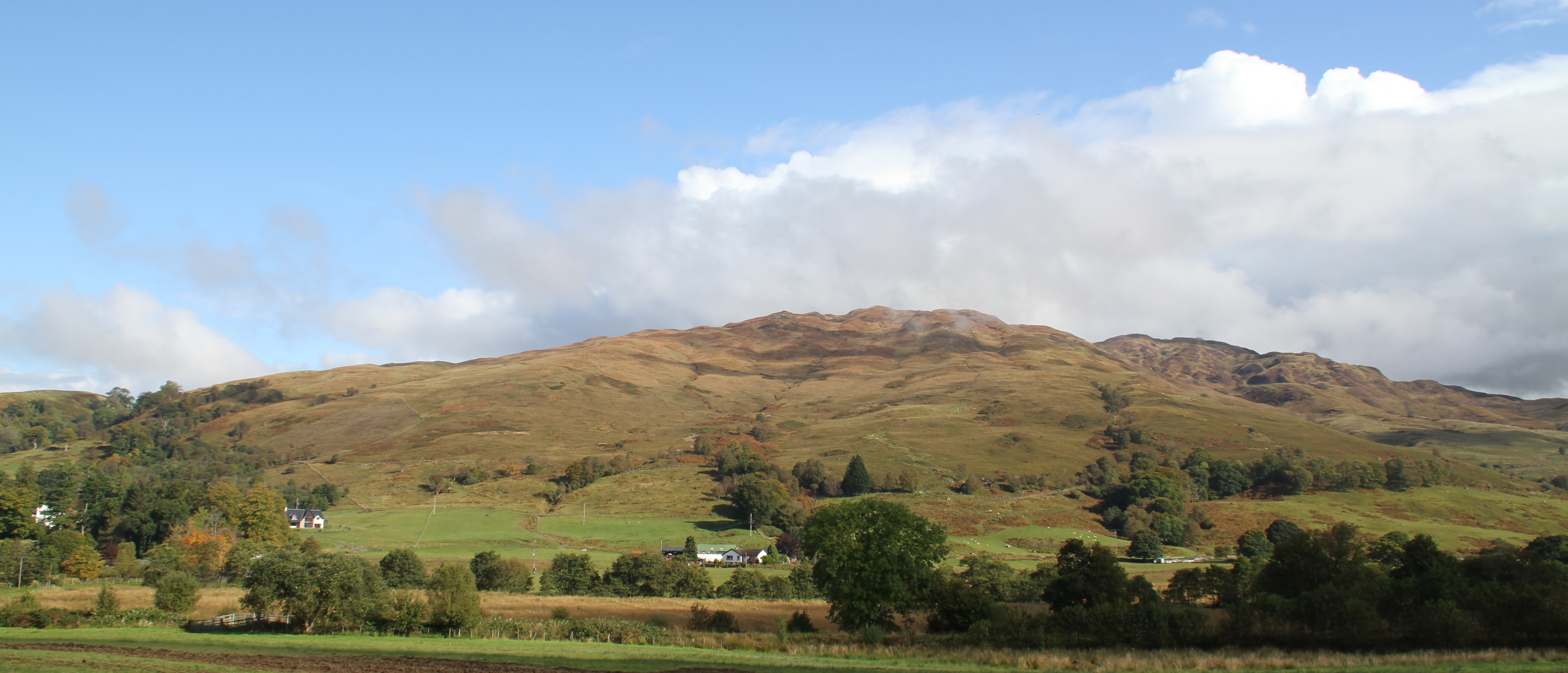
Landschaft bei Appin der Typlokalität

Der Name Appinit stammt von seiner Typlokalität Appin bei Ballachulish in Schottland. Appin wird in der Schottisch-gälischen Sprache als An Appain bezeichnet. Appain leitet sich seinerseits vom Mittelirischen apdain bzw. dem Altirischen aibit ab – mit der Bedeutung Abtei. Gemeint ist hier die ehemalige Abtei auf der gegenüber liegenden Insel Lismore.

## Definition
Bailey und Maufe (1916) definierten Appinit ursprünglich als

„ein mittel- bis grobkörniges, meso- bis melanokratisches plutonisches Gestein, das sich durch auffällige Hornblendekristalle auszeichnet, welche in eine Grundmasse aus Oligoklas-Andesin und/oder Orthoklas eingebettet sind. Quarz kann vorhanden sein, kann aber auch fehlen.“

Appinit ist generell ein plutonisches Äquivalent von kalkalkalischen Lamprophyren wie beispielsweise Vogesit und Spessartit.

## Einführung
Appinite, oft synonym für Hornblende-Diorite, bilden eine gleichaltrige Gesteinsserie (Englisch suite) von plutonischen und/oder hypabyssalen magmatischen Gesteinen mit weit gestreuten Zusammensetzungen. Diese reichen von ultramafischen bis hin zu felsischen Gesteinen. Charakterisiert werden sie durch idiomorphe Hornblende als dem dominanten mafischen Mineral – und zwar in allen Lithologien. Hornblende tritt sowohl als große, prismatische Phänokristalle in Erscheinung, findet sich aber auch in der feinkörnigeren Grundmasse.
Darüber hinaus besitzen Appinite erstaunlich unterschiedliche Gefüge – darunter planare und lineare magmatische Gefüge, Kumulatgefüge, Interkumulatgefüge und auch poikilitische Gefüge. Sie zeigen aber auch mafische Pegmatite und ein weitverbreitetes Vermischen (engl. mixing) und gegenseitiges Durchdringen (engl. mingling) zwischen zeitgleichen Magmentypen mafischer und felsischer Zusammensetzungen sowie unterschiedlich starke Verunreinigungen durch Nebengesteine.
Die meisten Appinite besitzen bei ihrer Auskristallisierung eine bedeutende Gasphase. Dies deutet auf eine Kristallisation in einem anomal wasserreichen Magma, das offensichtlich Mantelkomponenten und auch meteorische Komponenten besitzt. Die Appinitserie bietet somit eine einzigartige Gelegenheit, die Auswirkungen von Wasser auf Erzeugung, Platznahme und Kristallisationsgeschichte mafischer bis felsischer Magmen zu untersuchen.
Appinitintrusionen zeigen eine breite Bandbreite von unterschiedlichen Plutonitkörpern und unterschiedlichen Platznahmemechanismen. Die meisten Appinite gehen Granitintrusionen voran oder sind zeitgleich mit diesen – sehr schön zu erkennen am Ardara-Pluton in Donegal. Ihre Platznahme wird meist tektonisch gesteuert – wobei bedeutende Scherzonen das potentielle Aufsteigen des Magmas erleichtern.

## Auftreten
Appinite treten gewöhnlich als relativ kleine, flache, krustale Intrusionskörper mit einem Durchmesser unterhalb von 2 Kilometer auf – wie beispielsweise die definierenden Appinite Schottlands. Sie dringen an der Peripherie von Granitplutonen auf und liegen meist in der Nähe größerer und tiefreichender Krustenstörungen, die sie für ihren Aufstieg benutzten. Oft werden Appinitintrusionen mit Subduktion, Granitbildung und Abbrechen der Subduktion in Verbindung gebracht – so auch die Appinite Schottlands, die erst nach der Schließung des Iapetus (mit Terrankollision zwischen dem südwärtigen Kontinentalrand Laurentias und Ost-Avalonia) und vermutetem Ende der Subduktion entstanden waren.
Neuere geochronologische Studien zeigen jedoch, dass die Beziehung zwischen Subduktion, Appinit und Granitmagmatismus meist einen recht langwierigen Prozess darstellt.
Es wird weiter vermutet, dass die mafische Komponente von Appiniten sich erst nach Abbrechen der subduzierenden Platte bilden konnte, da erst aufgrund des entstandenen Risses Asthenosphärenmaterial nachdringen konnte. Die aus der Asthenosphäre stammende Wärmezufuhr initiierte Magmen, die sowohl juvenile Mantelkomponenten als auch Komponenten des subkontinentalen Lithosphärenmantels (engl. SCLM – Subcontinental Lithospheric Mantle) aufweisen. Außerdem zeigen die Magmen Affinitäten zu Shoshoniten. Die felsischen Komponenten umfassen ihrerseits große Batholithen mit vorwiegend fraktionierter Kristallisation als verantwortlichen petrogenetischen Prozess. Die Assimilation von Nebengesteinen war nur gering.

## Vorkommen und Alter

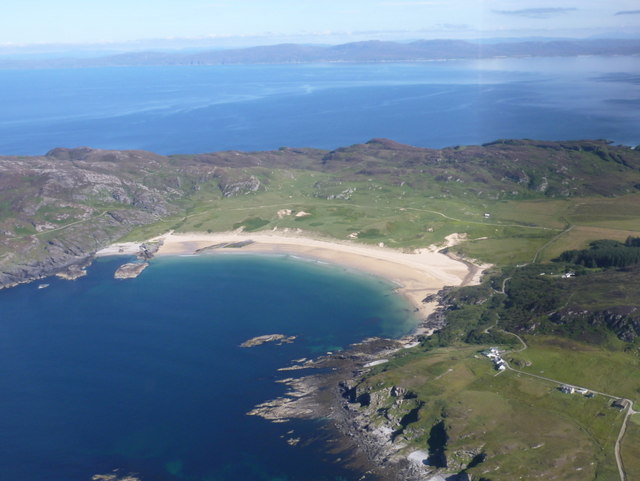
Colonsay – die Kiloran Bay von Westen mit zwei kleinen Appinitvorkommen auf der Nordseite der Bucht

Appinite zeigen ein vielseitiges Vorkommen sowohl räumlich als auch zeitlich. Sie finden sich ab dem Neoarchaikum und dauern bis auf den heutigen Tag. Die neoarchaischen Appinite stehen mit gleichaltrigen Sanukiten in genetischem Zusammenhang – was oft als Anzeichen für eine bereits damals bestehende Plattentektonik gedeutet wird.
Neben der Typlokalität in den Kaledoniden Schottlands (im Central Highlands Terrane bzw. Grampian Terrane) erscheinen Appinite auch in Irland am Donegal-Batholith – insbesondere am Ardara-Pluton – aber auch am Leinster-Granit und am Galway-Granitbatholith All diese Appinite haben silurisches Alter. Weitere Vorkommen in Schottland finden sich in der Gegend des Loch Lomond, auf Colonsay und im zentralen Sutherland, das bereits zum Northern Highlands Terrane gehört. Appinite des Northern Highlands Terrane sind neben anderen Vorkommen vorwiegend mit dem Ratagain-Komplex, dem Rogart-Granit und dem Strontian-Pluton assoziiert. Auch die Appinite am Rogart-Granit und am Strontian-Pluton haben silurisches Alter und sind zwischen 425 und 420 Millionen Jahre alt.
Die bisher ältesten Appinite stammen von der Nordspitze Michigans. Sie sind rund 2700 Millionen Jahre alt und gehören zum Northern Complex – ein Grünstein-Granit-Terran am Südrand des Superior-Kratons.
Weitere sehr alte Appinite sind aus Kanada bekannt, z. B. aus dem spät neoproterozoischen Avalon-Terran in Nova Scotia (Frog Lake-Hornblendegabbro). Affinitäten zu Appiniten zeigt auch der Wamsutta Diorite in den White Mountains von New Hampshire. Der Diorit gehört jedoch bereits zur Akadischen Orogenese und ist 408 Millionen Jahre alt.
Jüngere Appinite aus dem Karbon erscheinen in den Varisziden im Nordwesten Spaniens bei Puebla de Sanabria. Appinite werden auch vom Avila-Batholith berichtet. Im Variszikum werden Appinitvorkommen analog auch als Durbachite (im Schwarzwald), als Redwitzite (im Fichtelgebirge), als Vaugnerite (im französischen Massif Central) und manchmal auch als Hoch-Ba-Sr-Granitoide (beispielsweise der Rogart-Pluton in Schottland) bezeichnet.
Auch im Südalpin Norditaliens lassen sich variszische Appinite finden, welche mit der permischen Serie dei Laghi – einer Gabbro-Granitserie – assoziiert sind. Sie sind etwa 285 Millionen Jahre alt.
In Asien sind Vorkommen aus China und Tibet zu erwähnen. In China erscheinen Appinite im Oberen Ordovizium im 459 bis 452 Millionen Jahre alten Datong-Pluton des westlichen Kunluns und im triassischen Laocheng-Pluton des Qinlings. Weitere Vorkommen in China werden im Oberperm vom Nordrand des Nordchinakratons gemeldet (nordwestliches Liaoning), sowie in der Trias aus Heilongjiang (Duobaoshan – ebenfalls Nordchinakraton). In Tibet sind Appinit-Kumulate im Himalaya mit dem Gangdese-Batholith des Lhasa-Terrans assoziiert. Die Appinite besitzen hier obertriassisches Alter und sind 220 bis 213 Millionen Jahre alt. Eine weitere Appinit-Granit-Assoziation findet sich in Tibet bei Pengcuolin nordwestlich von Xigazê. Sie gehört ebenfalls zum südlichen Lhasa-Terran, ist etwa 51 Millionen Jahre alt und stammt aber aus dem wesentlich jüngeren Ypresium.
Ein sehr junges Beispiel sind die Appinite des Baneh-Plutons des Zagros aus dem Iran, die etwa 40 Millionen Jahre alt sind und dem mittleren Eozän zuzurechnen sind. In etwa zur selben Zeit bildeten sich im nordwestlichen Iran Appinite auch bei Sardasht.

## Mineralogie
Appinite bestehen zu 50 bis 80 Volumenprozent aus Amphibol (Hornblende). Anorthit-reicher Plagioklas mit An50-70 erreicht bis zu 20 Volumenprozent. Den Rest teilen sich Klinopyroxen (5 bis 15 Volumenprozent) und Olivin (5 bis 10 Volumenprozent). Auch etwas Biotit und gelegentlicher Phlogopit können hinzutreten. Alkalifeldspat und Quarz erscheinen in mehr felsischen Appiniten. Unter den Akzessorien sind anzuführen Titanit, Ilmenit, Zirkon, Apatit und Allanit in etwas felsischeren Partien. Eine Besonderheit ist das Auftreten von Myrmekit in einem Appinit der Serie dei Laghi, der bereits auf metasomatische Umwandlungen schließen lässt.
Bei den meist braun, manchmal auch grünlich gefärbten Amphibolen lassen sich Populationen mit hohem und mit niedrigem Aluminiumgehalt unterscheiden. Tschermakit und Magnesiohastingsit sind reich an Aluminium, wohingegen Magnesiohornblenden nur relativ wenig Aluminium enthalten. Auch die Plagioklase können oft in zwei Gruppen unterteilt werden, einmal in An80-88 und in An36-52. Plagioklase mit hohem Anorthitgehalt werden von Amphibolen umschlossen oder von Plagioklasen mit niedrigem Anorthitgehalt ummantelt. Die Plagioklase kristallisierten somit vor den Amphibolen. Die Korngröße der Amphibole reicht von 2 Millimeter bis mehrere Zentimeter.
Plagioklas, Olivin und Klinopyroxen sind Kumulate, wohingegen Amphibole später als Interkumuluskristalle wuchsen und auch Coronastrukturen zeigen können.

## Petrologie
Der SiO2-Gehalt der Appinitserie schwankt gewöhnlich zwischen 42 und 61 Gewichtsprozent, d. h. die Gesteine sind ultramafisch, mafisch bis intermediär in ihrer geochemischen Zusammensetzung. Felsische Endglieder können jedoch bis zu 72,1 Gewichtsprozent erreichen. Dies entspricht petrologisch den Gesteinstypen Cortlandtit (ein Melagabbro), Hornblendit, Hornblende-Diorit, Meladiorit und Diorit, im felsischen Bereich Granodiorit bis Granit.
Ihre Al2O3-Werte schwanken zwischen 13 und 22 Gewichtsprozent. Appinite sind metaluminos mit A/NK > 1 und A/CNK < 1. Die MgO-Werte bewegen sich zwischen 5 und 16 Gewichtsprozent. Ihre Magnesiumzahlen betragen in der Regel 0,22 bis 0,57 bzw. 22 bis 57. Appinite sind Magnesium-betonte Gesteine, da ihr Verhältnis SiO2 gegenüber Fe2O3tot/(Fe2O3tot + MgO) unterhalb von 0,66 zu liegen kommt. Ihr Magnesium-Gehalt ist höher, als es das Aufschmelzen von Metabasalten erwarten lässt und nähert sich Sanukiten moderner Inselbögen. Der K2O-Gehalt reicht von 0,5 bis 4,0 Gewichtsprozent, sie sind somit vorwiegend Mittel-K kalkalkalisch und Hoch-K kalkalkalisch. Sehr differenzierte Proben reichen sogar noch in das shoshonitische Feld hinein. Hingegen stellt der extrem wenig differenzierte Kilrean-Appinit von Ardara mit seinem extrem niedrigen Wert von 0,3 Gewichtsprozent K2O einen Inselbogentholeiit dar. Das Verhältnis Na2O/K2O ist bei Appiniten recht hoch (bis 5,43) und ähnelt Adakiten des Känozoikums, welche durch das Aufschmelzen subduzierter ozeanischer Kruste entstanden sind. Appinite sind somit eine Natrium-betonte Gesteinsserie.
Im TAS-Diagramm erscheinen Appinite vorwiegend im subalkalischen Feld, können aber auch ins alkalische Feld hinüberreichen. Sie plotten hauptsächlich als geochemische Äquivalente von Basalt, basaltischem Andesit und Andesit, es werden aber auch Basanit, Trachybasalt, basaltischer Trachyandesit und Trachyandesit angetroffen. Dies entspricht den Magmatiten Gabbro, gabbroischer Diorit und Diorit, aber auch Peridotgabbro, Foidgabbro, Monzogabbro und Monzodiorit. Monzonit wird meist nicht mehr erreicht.

### Hauptelemente
Die Hauptelemente von zwei Beispielen des Ardara-Plutons, vom Appinit Colonsays, von zwei Appiniten der Serie dei Laghi, von zwei Analysen des Laocheng-Appinits und des tibetischen Pengcuolin-Appinits verteilen sich wie folgt:
| Oxid Gew. % | Appinit Meenalargan | Appinit Narin-Portnoo | Appinit Colonsay | Appinit Serie dei Laghi 1 | Appinit Serie dei Laghi 2 | Laocheng-Appinit 1 | Laocheng-Appinit 2 | Appinit Pengcuolin | Lamprophyr Narin-Portnoo |
| ----------- | ------------------- | --------------------- | ---------------- | ------------------------- | ------------------------- | ------------------ | ------------------ | ------------------ | ------------------------ |
| SiO2        | 48,90               | 50,20                 | 52,30            | 49,76                     | 56,03                     | 46,55              | 50,44              | 41,16 – 48,13      | 49,37                    |
| TiO2        | 1,65                | 1,00                  | 0,72             | 1,64                      | 1,02                      | 2,33               | 0,73               | 0,79 – 2,22        | 3,15                     |
| Al2O3       | 15,51               | 14,30                 | 15,23            | 17,01                     | 15,36                     | 15,59              | 12,18              | 16,20 – 18,26      | 13,42                    |
| Fe2O3tot    | 9,18                | 7,70                  | 7,59             | 10,83                     | 8,04                      | 11,48              | 8,31               | 9,65 – 16,21       | 14,29                    |
| MnO         | 0,13                | 0,10                  | 0,14             | 0,19                      | 0,13                      | 0,15               | 0,13               |                    | 0,23                     |
| MgO         | 9,10                | 7,90                  | 5,77             | 5,58                      | 8,30                      | 7,62               | 10,58              | 5,25 – 8,66        | 5,64                     |
| CaO         | 9,96                | 11,80                 | 7,85             | 9,84                      | 6,59                      | 8,16               | 13,15              | 10,10 – 11,48      | 9,90                     |
| Na2O        | 2,60                | 2,80                  | 2,16             | 2,74                      | 2,74                      | 3,61               | 1,89               | 1,86 – 2,79        | 2,57                     |
| K2O         | 1,20                | 1,00                  | 3,00             | 2,03                      | 1,56                      | 2,37               | 0,91               | 0,49 – 0,90        | 0,51                     |
| P2O5        | 0,37                | 0,30                  | 1,11             | 0,35                      | 0,22                      | 0,76               | 0,17               |                    | 0,36                     |
| LOI         | 2,20                | 2,40                  | 1,85             | 0,03                      | 0,01                      | 1,73               | 1,58               |                    | 0,56                     |
| Mg#         | 0,35                | 0,41                  | 0,62             | 0,50                      | 0,67                      | 0,60               | 0,74               | 0,39 – 0,61        | 0,46                     |
| Na/K        | 3,30                | 4,26                  | 1,09             | 2,06                      | 2,66                      | 2,31               | 3,14               | 2,48 – 5,43        | 7,69                     |
| Al/K+Na     | 2,79                | 2,51                  | 2,24             | 2,54                      | 2,48                      | 1,83               | 2,97               |                    | 2,81                     |
| Al/K+Na+Ca  | 0,66                | 0,53                  | 0,72             | 0,69                      | 0,84                      | 0,67               | 0,43               |                    | 0,59                     |

Zum Vergleich ist auch noch die Zusammensetzung des Lamprophyrs von Narin-Portnoo angeführt.

### Spurenelemente
Folgende Spurenelemente wurden hierzu analysiert:
| Spurenelemente ppm | Appinit Meenalargan | Appinit Narin-Portnoo | Appinit Serie dei Laghi 1 | Appinit Serie dei Laghi 2 | Laocheng-Appinit 1 | Laocheng-Appinit 2 |
| ------------------ | ------------------- | --------------------- | ------------------------- | ------------------------- | ------------------ | ------------------ |
| Pb                 | –                   | 11,0                  | –                         | –                         | 4,90               | 4,94               |
| Ni                 | 95                  | 35                    | 22                        | 128                       | 127                | 125                |
| Cr                 | –                   | –                     | 93                        | 374                       | 650                | 677                |
| V                  | 271                 | 230                   | –                         | –                         | 193                | 194                |
| Zr                 | 76                  | 62                    | 114                       | 141                       | 72,2               | 69,1               |
| Y                  | 30,0                | 18,0                  | 33,0                      | 24,0                      | 17,1               | 17,5               |
| Sr                 | 813                 | 415                   | 401                       | 370                       | 635                | 596                |
| Ba                 | 336                 | –                     | 125                       | 294                       | 347                | 332                |
| Rb                 | 37,0                | 31,0                  | 72,0                      | 70,0                      | 58,6               | 38,7               |
| Nb                 | 4,0                 | 4,0                   | 11,0                      | 9,0                       | 4,17               | 4,21               |

Appinite haben unter ihren Mafiten hohe Konzentrationen an Übergangsmetallen wie Nickel (98 bis 288 ppm), Chrom (100 bis 810 ppm) und Vanadium (179 bis 462 ppm). Erhöhte Werte zeigen auch die LILE wie Rubidium, Kalium, Barium (253 bis 528 ppm), Cäsium und Strontium (415 bis 813 ppm) und die LREE. Die HREE und auch die HFSE (Niob, Tantal, Zirkon, Phosphor, Titan und Thorium) sind jedoch abgereichert. Die HSFE sind aber immer noch reichhaltiger als in den assoziierten Granodioriten und Graniten. Die LREE können eine Anreicherung gegenüber Chondriten um einen Faktor 20 bis 200 aufweisen. Die HREE-Fraktionierung (Verhältnis GdN/YbN) liefert Werte zwischen 1,4 bis 6,1. Eine positive Europiumanomalie ist nur schwach ausgeprägt und wird bei mehr felsischen Appiniten leicht negativ (0,96 bis 0,70). Yttrium hingegen ist recht niedrig (17 bis 30 ppm).
Die hohen Konzentrationen von Mg, Ni, Cr und Ba verweisen auf eine Mantelquellregion.
Gegenüber MORB sind die Elemente Rubidium, Barium, Kalium und auch Cer stark angereichert, Titan, Ytterbium und Yttrium abgereichert.

### Geochemie
In ihrer geochemischen Zusammensetzung mit kalkalkalischen und shoshonitischen Affinitäten ähneln Appinite den Shoshoniten, shoshonitischen Lamprophyren, aber auch Andesiten mit hohen Magnesiumgehalten, Sanukiten, Adakiten und Tonaliten, Trondhjemiten und Granodioriten der TTG-Serie. Die TTG-Serie erscheint vor allem im späten Archaikum und im frühen Paläoproterozoikum.

### Isotopengeochemie
Laut Harmon und Kollegen (1984) zeigen Appinite folgende εNd-, εSr- und εHf-Werte:
- εNd schwankt zwischen − 8 und + 2 (d. h. von 0,5123 bis 0,51275 – in der Serie dei Laghi von 0,5119 bis 0,5123 für 143SNd/144Nd)
- εSr variiert zwischen − 5 und + 10 (d. h. von 0,7044 bis 0,711 für 87Sr/86Sr).
- εHf(t) in Zirkon schwankt zwischen 3,3 und 7,9, kann aber bis − 1,7 abfallen.

Appinite verlängern somit den Mantle Array (Mantelreihe) in das negative εNd-Feld hinein. Ihre mafischen Glieder plotten jedoch ganz in der Nähe von angereichertem MORB (oder E-MORB) mit εNd = + 2 und 87Sr/86Sr = 0,7048 bzw. εSr etwas über 0.
An δ18O wurden Werte von 6,7 ‰ im Gesamtgestein und Werte von 4,3 bis 6,1 ‰ in Einzelmineralen gemessen. Das Verhältnis 206Pb/204Pb variiert zwischen 17,9 bis 18,4.

## Entstehung
Die Appinite im Westen Schottlands und im Nordwesten Irlands waren aus einem Gasphase-reichen basaltischem Magma hervorgegangen. Die Vorkommen bei Ballachulish gehören zum Hoch-K kalkalkalischen Typus und entwickelten sich in Richtung Kontinentalisierung. Die Ardara-Appinite zeigen Übergänge zwischen kalkalkalischem und tholeiitischem Typus mit Entwicklung zum Inselbogentypus. Die Vorkommen am Loch Lomond sind normal kalkalkalisch und situieren sich in ihrer Entwicklung zwischen den anderen beiden Endgliedern.
Bei den Ballachulish-Appiniten erscheint Olivin auf dem Liquidus bei etwa 70 bis 80 Kilometer Tiefe. Sie stiegen sodann in höhere Krustenbereiche auf. Ihr Aufstieg wurde aber durch strukturelle Komplikationen der gefalteten Dalradian Supergroup behindert. Die restliche Kristallisierung erfolgte dann unter abnehmenden Temperaturbedingungen und unter sehr variablen Gasdrucken, die auf explosive Vorgänge in subvulkanischen Röhren zurückzuführen sind.
Nach Olivin kristallierten sodann Klinopyroxen, Amphibol, Glimmer und Plagioklas – was eine progressive Gesteinsentwicklung von ultramafischen hin zu felsischen Zusammensetzungen bewirkte.
Mit steigendem Wasserdruck im Magma dehnt sich jedoch – so zeigen untermauernde experimentelle und auch theoretische Studien – das Stabilitätsfeld von Hornblende auf Kosten von Olivin und Klinopyroxen aus. Für Appinite charakteristische Gefüge lassen auf ein rapides Kristallwachstum schließen. Sie stützen ferner die in Experimenten gefundene Reduzierung der Viskosität der Schmelzen, wodurch Ionen leichter zu den Orten des Mineralwachstums gelangen können.

## Quellregion
Die generelle Entstehungstiefe von Appiniten wird mit einem Tiefenbereich von 15 bis 40 Kilometer angegeben.
Die wasserhaltigen, basaltischen Appinitmagmen sind wahrscheinlich Absonderungen von unterschobenen (engl. underplating), unterschiedlich fraktionierten mafischen Quellen, die im Verlauf eines längeren Subduktionsvorgangs oberhalb des subkontinentalen Lithosphärenmantels in der Nähe der MOHO Platz genommen hatten und dadurch in der darüberliegenden MASH-Zone (engl. Melting, Assimilation, Storage and Homogenisation) durch partielles Aufschmelzen sehr volumenreiches granitisches Magma generierten.
Es wird angenommen, dass wasserhaltiges mafisches Magma gegen Ende der Subduktion aus dem unterschobenen Bereich aufstieg und in mittleren bis oberen Krustenbereichen bis zu einer Obergrenze von maximal 15 Kilometer Tiefe (entsprechend einem Tiefenbereich von 3 bis 6 Kilobar bzw. 0,3 bis 0,6 Gigapascal Druck) akkumulierte, sich dort differenzierte und dann unter wassergesättigten Bedingungen kristallisierte.
Das granitische Magma war seinerseits pulsartig aufgedrungen und benutzte hierbei Gesteinsstrukturen im Wirtsgestein, welche gegenüber dem herrschenden Spannungsfeld aufstiegserleichternd angeordnet waren. Später nachfolgendes mafisches Magma wurde jedoch durch die strukturell überlagernden granitischen Magmenkörper, die als rheologische Barrieren wirkten, in seinem Aufstieg behindert. Die Magmen der Appinitkörper konnten aber dennoch diese rheologischen Barrieren umgehen, indem sie tiefgehende Krustenstörungen am Rande der Granitoide als Aufstiegswege benutzten. Gemäß diesem Modell stellen Appinite eine direkte Verbindung zur mafischen Unterschiebung her. Ferner ermöglichen ihre mafischen Endglieder einen Einblick in die Entstehungsweise granitischer Batholithen und ganz allgemein in das Krustenwachstum von Inselbogensystemen.

## Aufschmelzen
Der Schmelzvorgang war durch Aufdringen von Asthenosphärenmaterial ausgelöst worden, wobei entweder der Subduktionskeil abgebrochen war (engl. slab breakoff nach einer Terran- oder Kontinentalkollision) oder sich darin eine fensterartige Lücke (engl. slab window) aufgetan hatte. Letzterer Fall findet sich an Stellen, an denen ein ozeanischer Rücken mit einer Subduktionszone kollidiert. Mafisches Appinitmagma kann eine juvenile Komponente enthalten. Neodymisotopen belegen aber, dass zusätzlich noch eine SCLM (subkontinentale Mantelkomponente) beteiligt war, welche sehr oft zuvor von Flüssigkeiten und Magmen metasomatisiert worden war. Während des Subduktionsvorgangs wurde diese Mantelkomponente dann zusätzlich noch von weiteren Mafiten unterschoben. Die Zusammensetzung des mafischen Ausgangsmagmas kann daher zwischen verschiedenen Appiniten durchaus variieren. Mehrere Appinitserien haben kalkalkalische oder tholeiitische Affinitäten und unterscheiden sich daher vom shoshonitischen Charakter der Typlokalität. Überdies hatte sich bei mehreren Appinitkomplexen deren felsisches Magma durch krustales Aufschmelzen gebildet – und nicht durch fraktionierte Kristallisation.

## Zusammenschau
Die Zusammenschau orientiert sich am Pengcuolin-Appinit des Lhasa-Terrans in Tibet. Hierbei wird davon ausgegangen, dass die Quellregion sich unmittelbar oberhalb des abgebrochenen ozeanischen Krustenslabs der nach Norden subduzierenden Neotethys befand. Die physikalischen Bedingungen der Quellregion lagen bei 3,6 Gigapascal entsprechend einer Tiefe von 120 Kilometer. Das vorliegende subkontinentale Mantelgestein war somit ein Olivinlherzolith. Bedingt durch die abgetauchte ozeanische Kruste lagen die geschätzten Temperaturen bei sehr niedrigen 800 °C. Der überlagernde Lherzolith wurde aus dem Slab von aufsteigenden Flüssigkeiten durchsetzt, hydriert und somit metasomatisiert. Einströmendes Asthenosphärenmaterial heizte den Lherzolith zusätzlich auf, welcher daher allmählich aufstieg, teils an tiefreichende tektonisch Bruchzonen gebunden. Bei 2,7 GPa oder einer Tiefe von rund 90 Kilometer hatte der Lherzolith eine Temperatur von jetzt immerhin 1329 °C erreicht und begann zu schmelzen. Das hierbei entstandene Primärmagma stieg dann über bis in den subkontinentalen Mantel reichende Störungen relativ rasch auf. In der Unterkruste bei 27 Kilometer Tiefe angekommen (entsprechend einem Druck von 0,8 GPa) sammelte sich das Magma nach Durchqueren der MOHO in einer ersten Magmenkammer. Anorthit-reiche Plagioklase begannen auszukristallisieren und Olivine und Pyroxene zu fraktionieren. Dieses Anorthit-betonte Appinitmagma setzte seinen Aufstieg durch die Unterkruste weiter fort und begann erneut bei 16 Kilometer Tiefe (entsprechend 0,5 GPa) zu stagnieren. Es hatte sich aber mittlerweile auf etwas über 800 °C abgekühlt und kristallisierte jetzt aluminiumreiche Amphibole und nur noch Anorthit-ärmere Plagioklase. Das appinitische Restmagma erreichte sodann seine Endteufe bei 10 Kilometer in der Oberkruste (bzw. 0,3 GPa) mit einer Restkristallisation von aluminiumarmen Amphibolen und Anorthit-armen Plagioklasen.
Wärme und zusätzliches Wasser aus der ersten Magmakammer in 27 Kilometer Tiefe erzeugten aber ihrerseits felsische Schmelzen, die ebenfalls in die Oberkruste aufstiegen und dort als Granitplutone kristallisierten und Platz nahmen. Die assoziierten Granite verdanken somit ihre Existenz dem Wärmeinput der Appinite, welcher Unterkrustenmaterial anatektisch aufschmelzen konnte. Appinite können somit durchaus als Geburtshelfer kollisionsgebundener Granitoide angesehen werden.